# Piloto de aviación

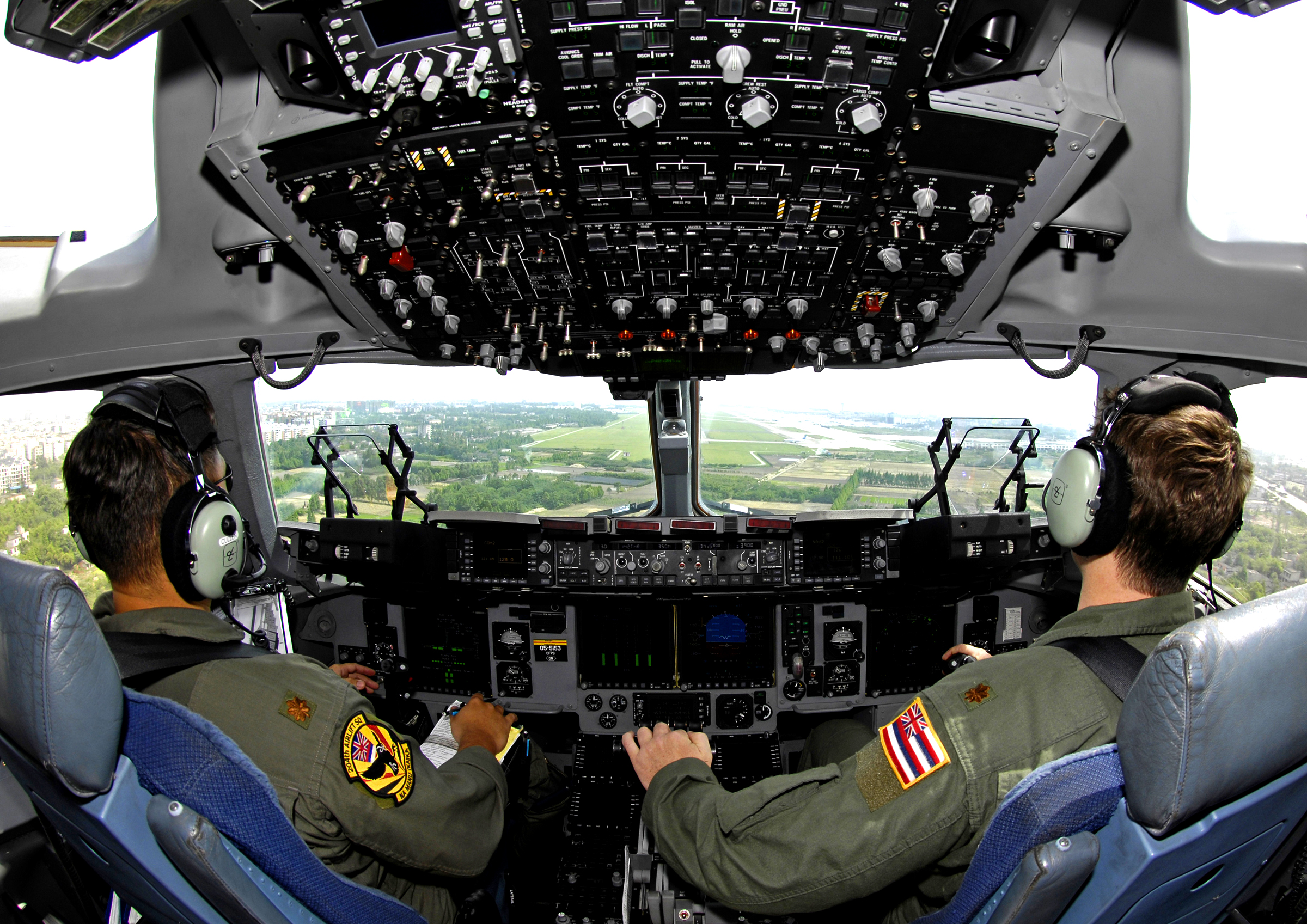
Pilotos militares aterrizando una aeronave

Un piloto de aviación o piloto aviador es la persona cuya función es guiar aeronaves en vuelo El término original era el de aviador, especialmente en Francia, de donde surgió el término avión, que a su vez vino del Latín avis. Habitualmente se dividen en pilotos civiles y militares, si bien la permeabilidad entre ambas ramas profesionales ha sido tradicionalmente muy alta.

## Categorías de pilotos civiles
- Piloto de vuelo libre, cuya licencia se divide en tres categorÍas: parapente, ala delta y planeador.[3]
- Piloto de ultraligero, cuya licencia (ULM) permite pilotar, según la habilitación o habilitaciones obtenidas: aviones multieje de ala fija (MAF), de desplazamiento del centro de gravedad (DCG o trike), autogiros (AG), helicópteros (H) e hidroaviones (HD), todas ellas con un peso máximo al despegue no superior a 450 kg.[4]
- Piloto privado, cuya licencia (PPL) le habilita para pilotar aeronaves no dedicadas a explotación comercial.[5]
- Piloto comercial, cuya licencia (CPL) le habilita para comandar aeronaves con explotación comercial.[5]
- Existen dos habilitaciones que pueden ser adicionadas ya sea a la licencia de piloto privado (PPL) o bien la licencia de piloto comercial (CPL):
  - Una de ellas es la habilitación de vuelo por instrumentos (IFR), que permite volar al piloto bajo las reglas de vuelo instrumental.[6]
  - La otra habilitación es conocida como habilitación multimotor (ME), la cual le permite al piloto pilotar aeronaves con más de un motor.[5] Estas dos habilitaciones son de carácter imprescindible para obtención de la licencia de ATPL (piloto de transporte de línea aérea). Por otro lado también existen habilitaciones específicas para hidroaviones, aeronaves turbohélices, aeronaves propulsadas a reacción, etc. Cabe destacar que un piloto que no posee las dos habilitaciones mencionadas anteriormente, solo puede volar aeronaves de un solo motor de pistones bajo las reglas de vuelo visual VFR.

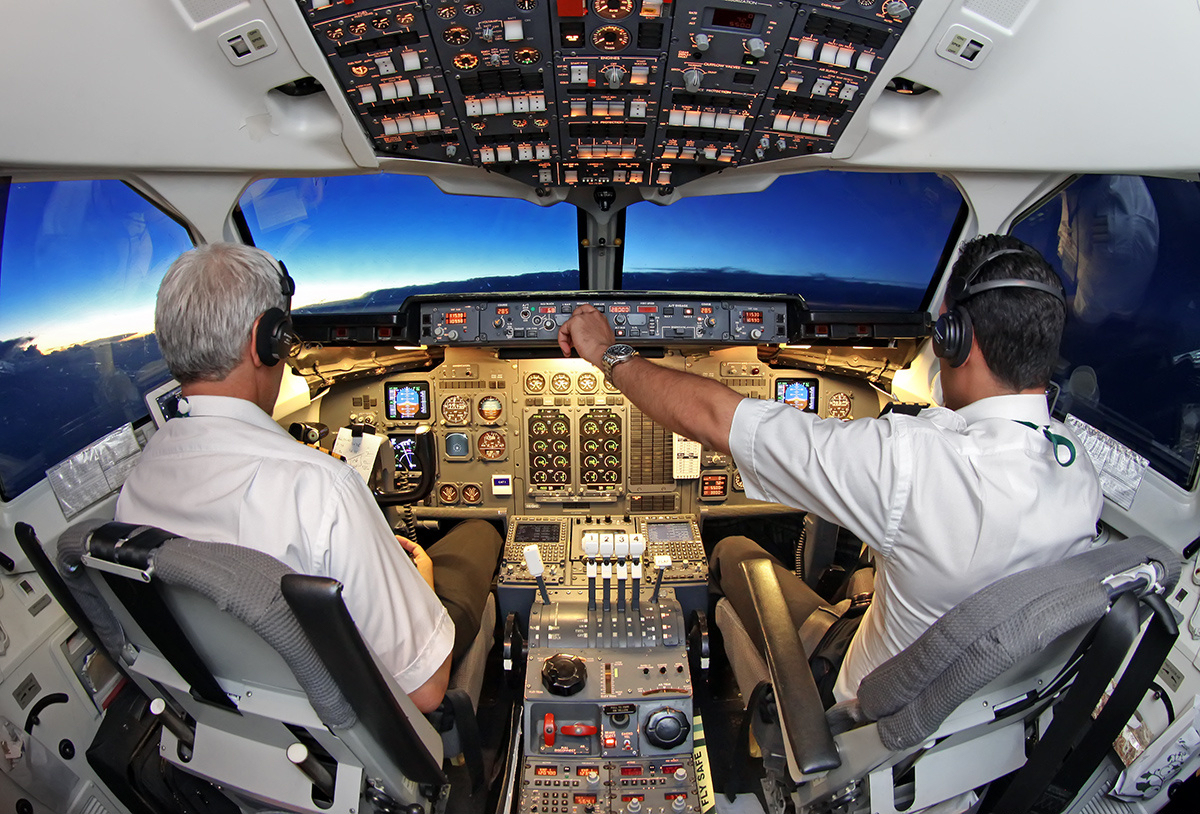
Pilotos de transporte de línea aérea al mando de una aeronave

- Piloto de transporte de línea aérea (ATPL), cuya licencia le habilita para actuar como piloto al mando en cualquier categoría de aeronave destinada al transporte aéreo.[5]

Se debe aclarar que cuando una letra (A) está escrita al lado de alguna de las nomenclaturas de licencias mencionadas anteriormente, se refiere a avión; por ejemplo ATPL (A) o CPL (A). Cuando la letra escrita es la (H) entonces se refiere a helicóptero; por ejemplo ATPL (H) o CPL (H). 
Es oportuno mencionar que el término aeronave se utiliza para describir a un vehículo que tiene la capacidad de desplazarse por el aire. Existiendo dos grandes clasificaciones:
- Aerodino: En esta categoría se incluyen todas las aeronaves más pesadas que el aire, donde se encuentra el avión y el helicóptero; así como también los planeadores, autogiros.[7]
- Aeróstato: En esta categoría se incluyen todas las aeronaves más ligeras que el aire, como por ejemplo el dirigible o el globo aerostático.[7]

En Europa, la autoridad que determina qué preparación y pruebas debe superar cada piloto civil es la Agencia Europea de Seguridad Aérea (EASA), mientras en Estados Unidos dicha tarea es realizada por la Administración Federal de Aviación (FAA).

## Mujeres piloto

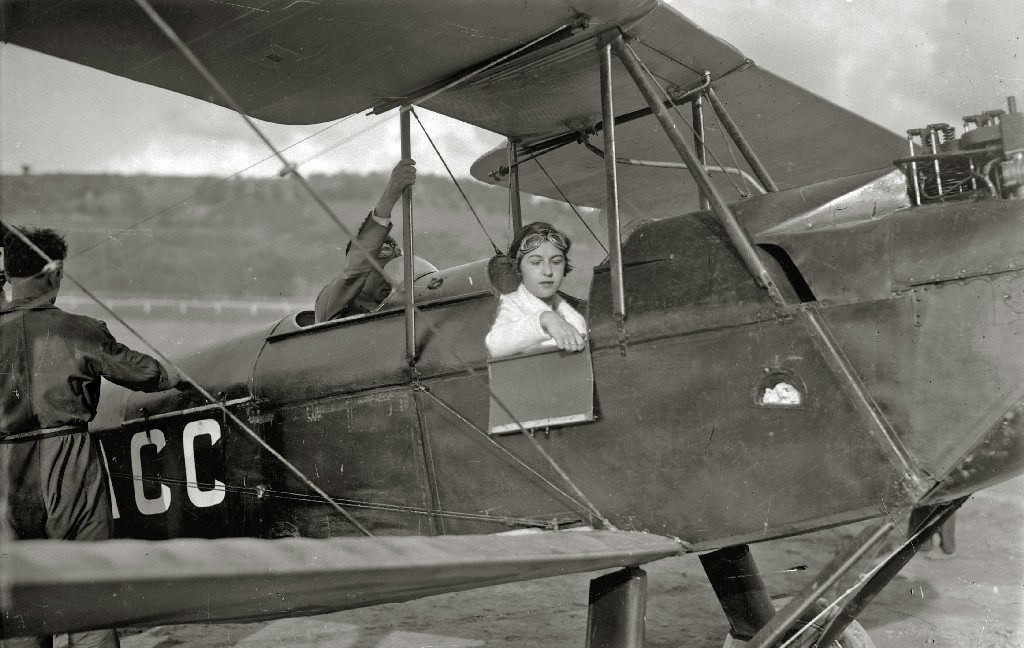
María Bernaldo de Quirós, la primera mujer piloto en España

La profesión de piloto es una de las que las mujeres están menos representadas. A escala mundial en 2017 tan solo el 3 % de las mujeres son piloto, de ellas 450 tienen el rango de comandante y en España de 6000 personas que ejercen esta profesión solo hay 198 mujeres piloto. Entre los factores que inciden en la falta de mujeres en la profesión está el factor cultural y el económico para costearse los estudios.

### Historia
Entre las pioneras de la aviación comercial se encuentran la británica Amy Johnson y la australiana Nancy Bird-Walton (1915-2009). En Latinoamérica las pioneras de la aviación fueron:  Aida d’Acosta y Berta Moreleda de Cuba, Amalia Celia Figueredo de Pietra, de Argentina, Violeta Guirola de Ávila de El Salvador, Amalia Villa de la Tapia  de Bolivia, Teresa de Marzo Roessler y Anésia Pinheiro Machado de Brasil, Graciela Cooper de Chile, Aris Ema Walder e Irma Camacho de Uruguay, Emma Catalina Encinas de México, Hermilinda de Briones de Ecuador, Berta Servián de Paraguay, Ana Branger y Luisa Elena Contreras de Venezuela, Nola Castañeda Diaz de Colombia, Mary Q. de Quelquejeu de Panamá.
En España la primera mujer que obtuvo la licencia de piloto fue María Bernaldo de Quirós, en 1928. Años después, en 1969, la española de origen alemán Bettina Kadner fue la primera mujer que pilotó un avión de pasajeros en España y en 1998 fue la primera mujer comandante.  En México Bertha Zerón fue la primera mexicana en conseguir licencia de aerolínea de transporte público en 1971, en Brasil la Cptna. Lucy Lúpia Pinel Balthazar fue la primera mujer en ser capitán de una aerolínea en Latinoamérica en abril de 1976. En Honduras la Tte. Dulce María Vásquez y la Tte. Doris Xiomaria Andrade fueron las primeras mujeres en convertirse en pilotos militares en Latinoamérica en 1999.

## Categorías de pilotos militares

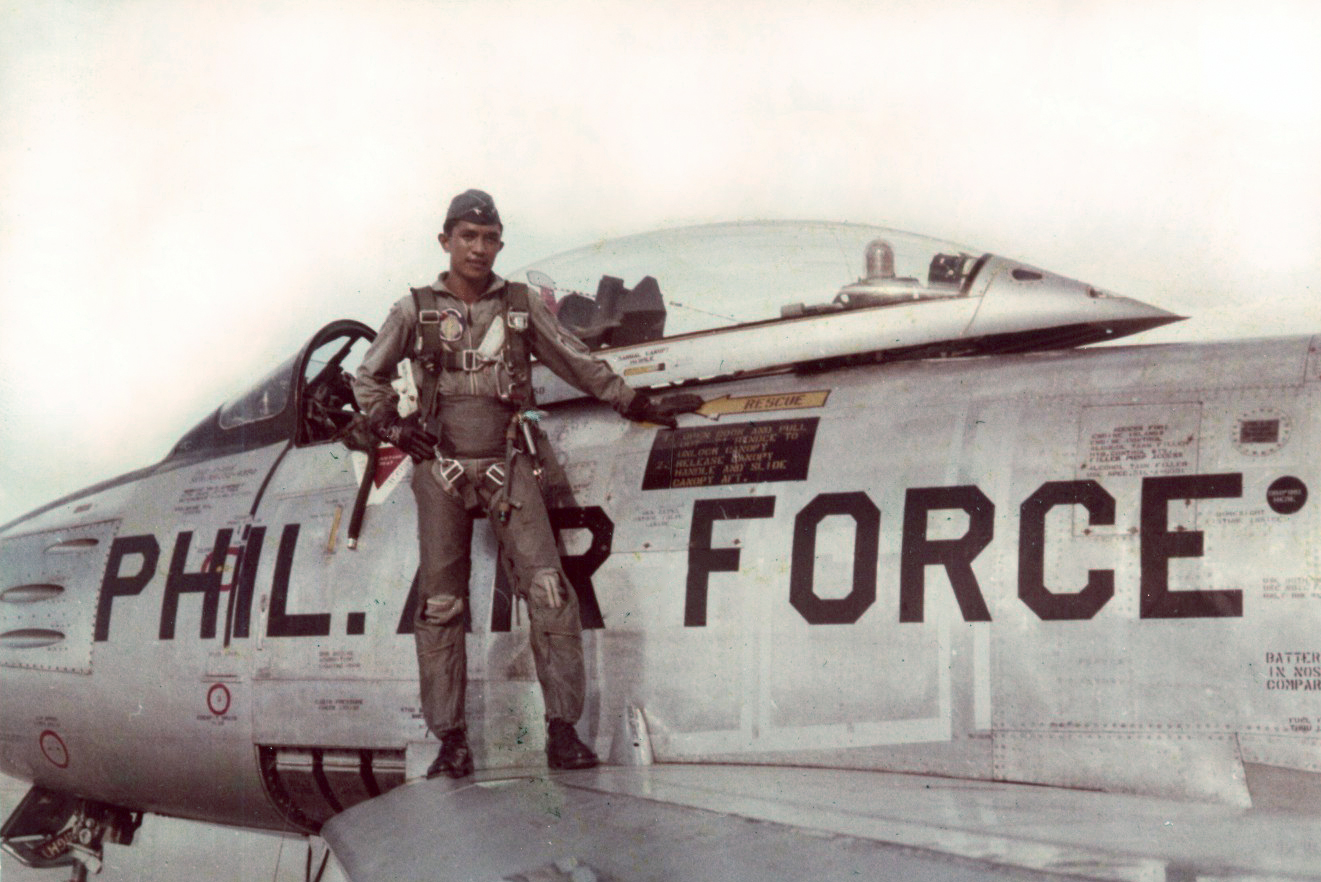
Piloto militar

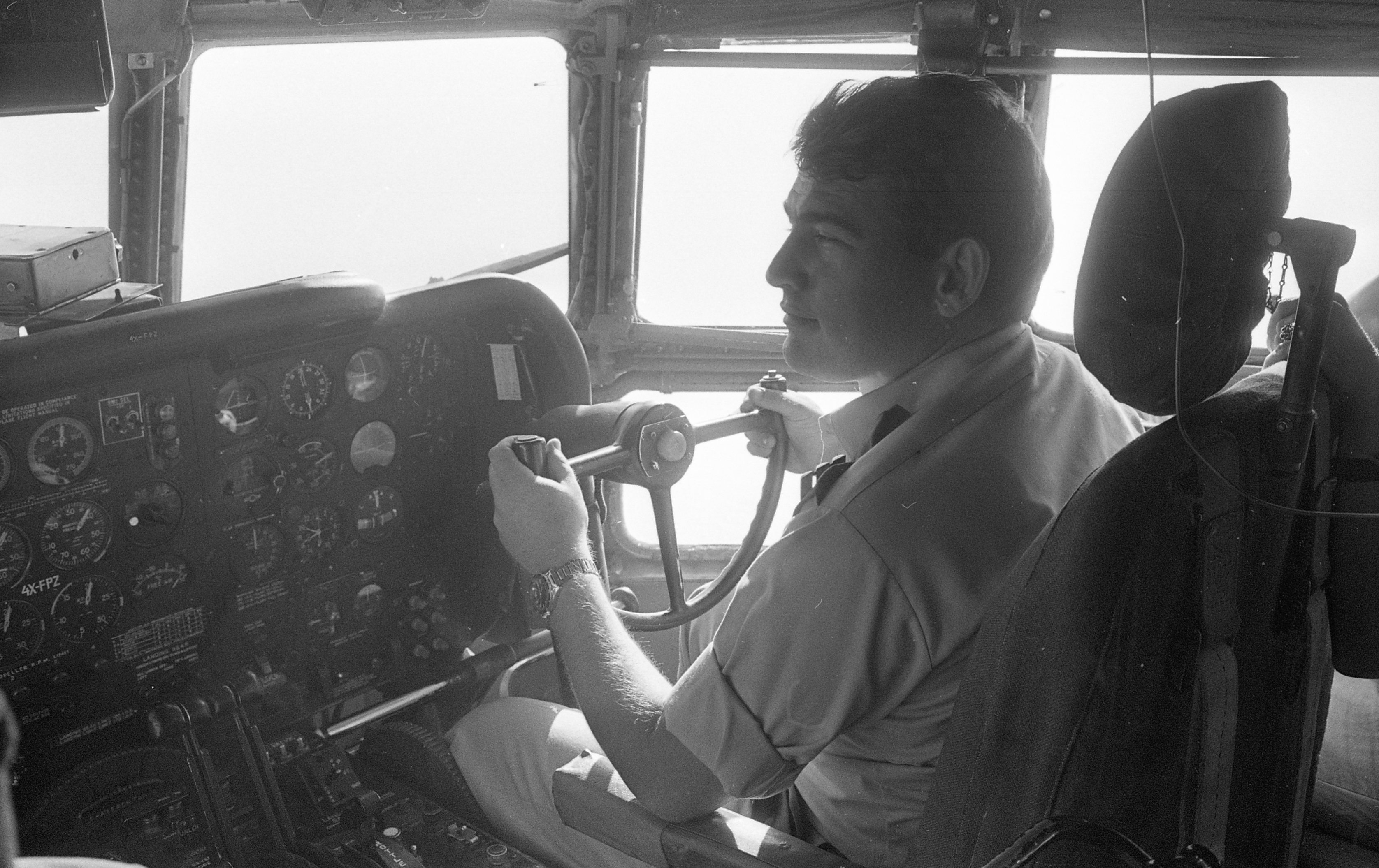
Piloto militar, Israel 1969

Un piloto militar está habilitado para comandar aeronaves de combate en la fuerza aérea como aviones de caza, aviones de transporte o helicópteros como medio del país para ejercer su soberanía, dentro de una amplia variedad de misiones que pueden ir desde la defensa o vigilancia de fronteras hasta la búsqueda y salvamento.
Dentro del ejército los pilotos se clasifican basándose en variables como la habilidad y experiencia del piloto y la responsabilidad que puede ejercer en cada tipo de misión. De esta manera hay pilotos que temporalmente solo pueden realizar una variedad limitada de misiones, pilotos instructores, pilotos de pruebas, jefes de formación, etc. Estas categorías pueden estar relacionadas o no con el rango militar del piloto.